# All Out Life
«All Out Life» (с англ. — «Вся жизнь на свободе»)  — песня американской метал-группы Slipknot, выпущенная в качестве сингла 31 октября 2018 года. Это один из двух синглов группы, который не был включён в какой-либо их альбом (первый это Bone Crunch), за исключением японского издания We Are Not Your Kind. Релиз трека сопровождался видеоклипом, который снял перкуссионист и бэк-вокалист Шон «Клоун» Крейен. Это последний релиз группы, в котором участвует Крис Фен.

## Выпуск и прием
Эндрю Тренделл из NME описал песню «All Out Life» как «трэш-хэви-метал». Ник Рускелл из Kerrang! прокомментировал: «есть интенсивность, которая намного превосходит что-либо из последних трёх альбомов [группы], с пронзительной чертой ненависти, которая могла быть вырвана из альбома Iowa». Скотт Манро из Metal Hammer похвалил песню, назвав её «свирепой» и «невероятной».
Песня была номинирована на награду Kerrang! как «лучшая композиция».

## Композиция и текст
По словам вокалиста Slipknot Кори Тейлора, песня «All Out Life» была написана как «объединяющий крик для всех». Тейлор также предоставил следующую дополнительную информацию о песне:
All Out Life — это песня, которая пытается сделать два действия: объединить всех и напомнить, что прошлое не следует отбрасывать с пренебрежением. Люди так стремятся иногда найти свой путь, что они поливают грязью других артистов и групп, которые начали существовать в творческом плане, таким образом заставляя прошлое чувствовать себя одноразовым, как грязь. Пойми это: почему мы должны обращать внимание на твоё посредственное будущее, когда ты не можешь потрудиться отпраздновать удивительное прошлое? Я предпочел бы слушать гарантированный удар, чем вынужденный промах. «All Out Life» — это гимн, который напоминает людям, что это не дата в музыке, а сила пребывания.

## Чарты
| Чарты (2018)                                 | Номер позиции |
| -------------------------------------------- | ------------- |
| Венгрия (Single Top 40)                      | 21            |
| New Zealand Hot Singles (RMNZ)               | 26            |
| Шотландия (OCC Scotland)                     | 57            |
| Sweden Heatseeker (Sverigetopplistan)        | 12            |
| Великобритания (OCC UK Singles)              | 99            |
| Великобритания (OCC UK Rock & Metal)         | 7             |
| США (Billboard Hot Rock & Alternative Songs) | 15            |